# The Happy
The Happy was een Belgische popgroep die bestond uit Janne Vanneste, Charlotte Caluwaerts, Reinhard Vanbergen, Naima Joris (ex-Isbells) en (tot 2014) Isolde Lasoen.
De groep was te zien in De Vooruit, de Beursschouwburg te Brussel, de Arenbergschouwburg te Antwerpen, KoKo London, Cafe Commerce te Leuven, Muziekclub 4AD te Diksmuide en op festivals waaronder Gladiolen (Olen), Gentse Feesten, Lokerse Feesten, Casa Blanca Festival, Kneistival, en  bazaar (Arenberg).  Ze speelden ook al live op Pure FM en in De Kruitfabriek, Cafe Corsari en De Zevende Dag op Eén.
En stond in de zomer van 2013 geprogrammeerd voor Crammerock, Brussels Summer Festival, Marktrock Leuven, en WOOSHA.
Hun nummer "218" werd genomineerd voor de zomerhits van Radio 2 in 2013. En staat ook in de hotlist van Studio Brussel en de voxlist van Radio Eén.
De groep verscheen in 2013 op de cover van Elle, DS-magazine, Knack Focus en CJP magazine.
In 2014 kondigde de band op hun Facebook-pagina aan dat Isolde Lasoen wegens tijdsgebrek de band zou verlaten en zou vervangen worden door Siemon Theys.

## Discografie

### Albums
| Album met hitnotering(en) in de Vlaamse Ultratop 200 albums | Datum van verschijnen | Datum van binnenkomst | Hoogste positie | Aantal weken | Opmerkingen |
| ----------------------------------------------------------- | --------------------- | --------------------- | --------------- | ------------ | ----------- |
| Guilty pleasure                                             | 01-04-2013            | 06-04-2013            | 26              | 20           |             |

### Singles
| Single met hitnotering(en) in de Vlaamse Ultratop 50 | Datum van verschijnen | Datum van binnenkomst | Hoogste positie | Aantal weken | Opmerkingen      |
| ---------------------------------------------------- | --------------------- | --------------------- | --------------- | ------------ | ---------------- |
| Walkman                                              | 26-11-2012            | 08-12-2012            | tip61           | -            | non-album single |
| 218                                                  | 22-02-2013            | 09-03-2013            | tip8            | -            |                  |
| Miracles and wonders                                 | 13-05-2013            | 01-06-2013            | tip23           | -            |                  |
| Life                                                 | 12-08-2013            | 24-08-2013            | tip35           | -            |                  |
| Smile                                                | 28-10-2013            | 16-11-2013            | tip74           | -            |                  |